# Княщинское сельское поселение (Смоленская область)
Княщинское сельское поселение — упразднённое муниципальное образование в составе Дорогобужского района Смоленской области России.
Административный центр — деревня Княщина. Образовано Законом Смоленской области от 20 декабря 2004 года. Упразднено Законом Смоленской области от 25 мая 2017 года с включением всех входивших в его состав населённых пунктов в Алексинское сельское поселение.

## Географические данные
- Расположение: северо-восточная часть Дорогобужского района
- Общая площадь: 170,73 км²
- Граничило:
  - на севере — с Дорогобужским городским поселением
  - на северо-востоке — с Полибинским сельским поселением
  - на юго-востоке — с Алексинским сельским поселением
  - на юге — с Ельнинским районом
  - на западе — с Озерищенским сельским поселением .
- По территории поселения проходит автомобильная дорога Дорогобуж — Мархоткино.
- Крупные реки: Осьма, Рясна.

На территории поселения находится часть государственного биолого-зоологического заказника регионального значения «Дорогобужский».

## Население
| 2011 | 2012 | 2013 | 2014 | 2015 | 2016 | 2017 |
| ---- | ---- | ---- | ---- | ---- | ---- | ---- |
| 446  | ↘433 | ↘431 | ↗432 | ↘427 | ↘422 | ↘411 |

## Населённые пункты
На территории поселения находилось 9 населённых пунктов:
- Княщина, деревня
- Берёзовка, деревня
- Бражино, деревня
- Васюки, деревня
- Громово, деревня
- Дубровка, деревня
- Лукты, деревня
- Мясники, деревня
- Старинцы, деревня